# Kryptozoologi
Kryptozoologi beskæftiger sig med mytologiske eller uddøde dyr, der antages at eksistere, selv om der ikke findes beviser for deres eksistens.
Kryptozoologiens dyr falder i tre grupper:
- Velkendte dyr på mærkelige steder som løven på Fyn og lossen i Stenderupskovene ved Kolding.
- Officielt uddøde dyr som den tasmanske pungulv, der officielt uddøde i 1936. Eller den mystiske dinosaur-lignende Mokele Mbembe, der skulle leve i søen Lake Tele i Den Demokratiske Republik Congo.
- Fantasivæsener, havuhyrer, søslanger og afskyelige snemænd m.fl.

Cand.scient. Lars Thomas er Danmarks eneste kryptozoolog; han har skrevet flere bøger om emnet.
Zoologen Bernhard Heuvelman siges at have opfundet begrebet kryptozoologi. Kryptozoologien regnes ofte som en pseudovidenskab, da nogle kryptozoologer har en antropologisk indgangsvinkel til emnet.
Mange dyr, der før hørte under kryptozoologien, er ved hjælp af krytozoologernes forskning identificeret som almindelige dyr eller fænomener. Fx okapien og næbdyret. Kryptozoologer taler for at man skal være mere åben overfor lokale rygter og myter om mystiske dyr, da der sagtens kan være noget om snakken. Lokale ved ofte mere om deres nære omgivelser og dyrene, der lever der, end fremmede videnskabsmænd.
Den blå fisk er ofte brugt som eksempel som en vigtig grund til at fortsætte og støtte kryptozoologien. Fisken, der blevet kaldt det levende fossil, troede man var uddød for 65 millioner år siden. Men i 1938 blev et levende eksemplar fanget i net ved kysten ud for Sydafrika. Fisken er et bevis på, at der trods vores store videnskabelige landvindinger og store fremskridt stadig findes mange uudforskede områder på Jorden, hvori ukendte dyr sagtens kan eksistere.

## Eksterne links
- Myterne, der var sande – et blik ind i kryptozoologien, Videnskab.dk, 22. februar 2012